# Dinka (peuple)
Pour les articles homonymes, voir Dinka.
Les Dinka sont un peuple d'agriculteurs-pasteurs du Soudan du Sud, vivant dans les régions de Bahr al-Ghazal (bassin du Nil), Jonglei, ainsi qu'au sud du Kordofan et du Nil Supérieur.

## Ethnonymie
Selon les sources et le contexte, on observe plusieurs formes : Denka, Denkawi, Dieng, Dinkas, Jang, Jeng, Jiaan, Jieng, Moinjaang.
Eux-mêmes se désignent comme Jieng (dans le Nil Supérieur) et muonyjang (dans le Bahr el Ghazal), termes voulant dire « hommes ». Le nom de Dinka leur aurait été attribué par les explorateurs européens.

## Histoire

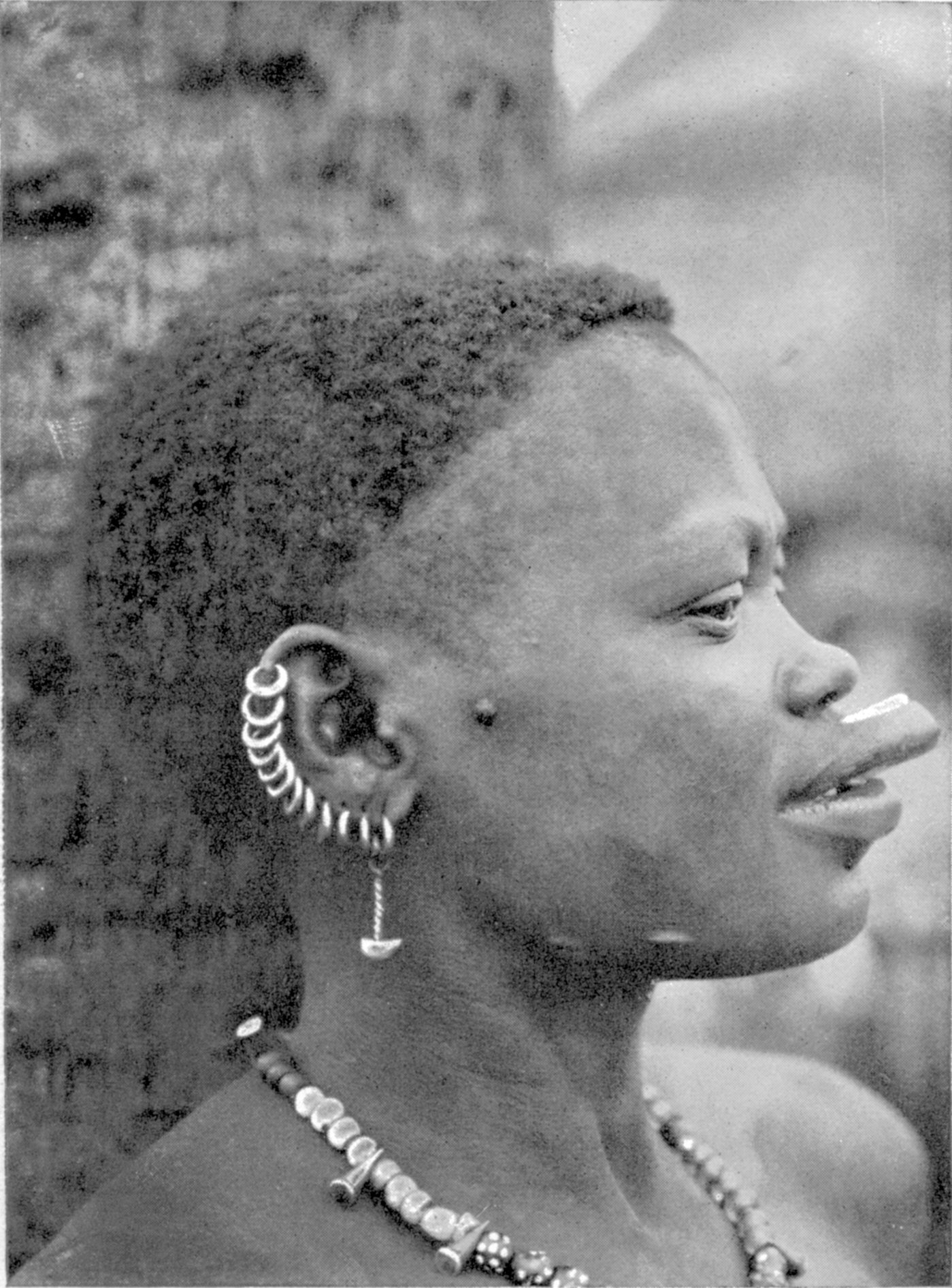
Femme Dinka au début du 20e siècle.

Les traditions religieuses, ainsi que le style de vie des Dinka, étaient en opposition avec la campagne d'islamisation des populations autochtones du Sud voulue par le pouvoir central de Khartoum.
Tout comme leurs voisins Nuers, les Dinka entrèrent en rébellion armée avec le régime en 1983. Cette seconde guerre civile soudanaise qui dura 21 ans, fit des milliers de morts chez les Dinka. D'autres ont fui et se sont retrouvés par milliers dans des camps de réfugiés au Soudan, ou dans les pays voisins comme le Kenya ou l'Éthiopie.

## Population
Les Dinka représentent environ 36 % de la population du Soudan du Sud, soit environ quatre millions de personnes.

## Langues et dialectes
Leurs langues sont les langues nuer-dinka, des langues nilotiques qui comportent cinq groupes de dialectes :
- le dinka du Nord-Est (ou groupe Padang), avec les dialectes : abiliang, dongjol, luac, ngok-sobat, ageer, rut, thoi[5].
- le dinka du Nord-Ouest (ou groupe Ruweng), avec les dialectes : alor, ngok-kordofan, pan aru, pawany[6].
- le dinka du Sud-Central (ou groupe Agar), avec les dialectes : aliap, ciec, gok, agar[7].
- le dinka du Sud-Est (ou groupe Bor), avec les dialectes : bor (athoc, gok), nyarweng, tuic[8].
- le dinka du Sud-Ouest (ou groupe Rek), avec les dialectes : rek, abiem, aguok, apuk, awan, kuac, lau, luac/luanyang, malual, paliet, palioupiny, tuic[9].

## Religions et croyances
Les trois-quarts des Dinka sont chrétiens. Leur évangélisation a débuté au XIXe siècle au contact des missionnaires comboniens et s'est poursuivie durant la guerre civile.

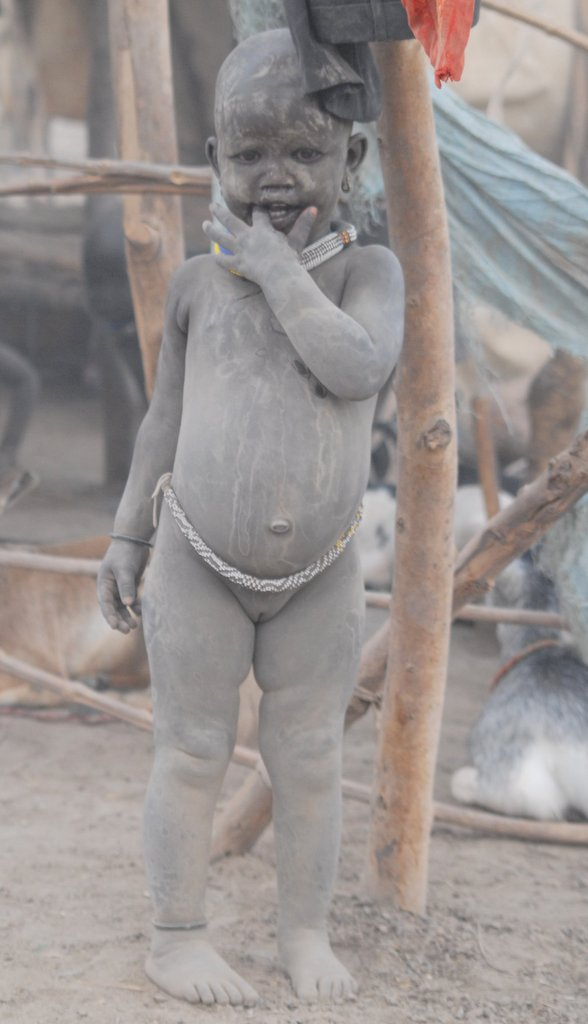
Petite fille de Cattle Camp (Yirol East County), enduite de cendres à des fins médicinales.

Ceux restés animistes appellent le créateur Nhialic, qui a créé toutes choses et qui préside aux destins de chaque humain, de chaque animal, de chaque chose sur la Terre. Il y a aussi un Dieu du ciel, de la pluie, de la fertilité nommé Deng ou Dengdit, dont la mère, Abuk, est la déesse du jardinage et des femmes.
Environ 5 % des Dinka sont Musulmans.

## Culture
Les Dinka sont un peuple de pasteurs dans lequel la place des troupeaux bovins (presque exclusivement de bêtes de race abigar) tient une très grande importance, tant dans l'activité économique que la vie religieuse de la communauté. Ainsi, à un homme entrant dans une classe d'âge, on offre un taureau décoré auquel on a donné son nom.
Ils vivent en petites communautés autonomes de tradition patrilinéaire et exogame. Ainsi, la société dinka, divisée en classes, repose sur une structure dualiste : chaque clan est divisé en deux groupes, dans lesquels seuls les mariages exogamiques sont autorisés, l'homme prenant son épouse dans l'autre groupe opposé. Un mariage, même consenti, peut s'assimiler à un achat qui n'est conclu que lorsque le prétendant accepte de fournir au père de la femme qu'il convoite, un certain nombre de têtes de bétail.
Les populations Dinka se déplacent dans le Darfour selon une tradition millénaire qui suit un cycle pastorale de soixante ans. Ce cycle est déterminé par les conditions de reconstitution des ressources naturelles.

## Économie
Les Dinka font paître leur bétail dans les zones marécageuses du Sudd de décembre à avril, lorsque les eaux sont basses et l'herbe tendre. À l'arrivée de la crue, ils repartent cultiver le mil dans les régions sèches de la savane. Comme les autres peuples chrétiens et animistes de la région, les Dinka sont opposés à la construction du canal de Jonglei.

## Quelques personnalités d'origine dinka
- Mathiang Yak Anek, leader Dinka

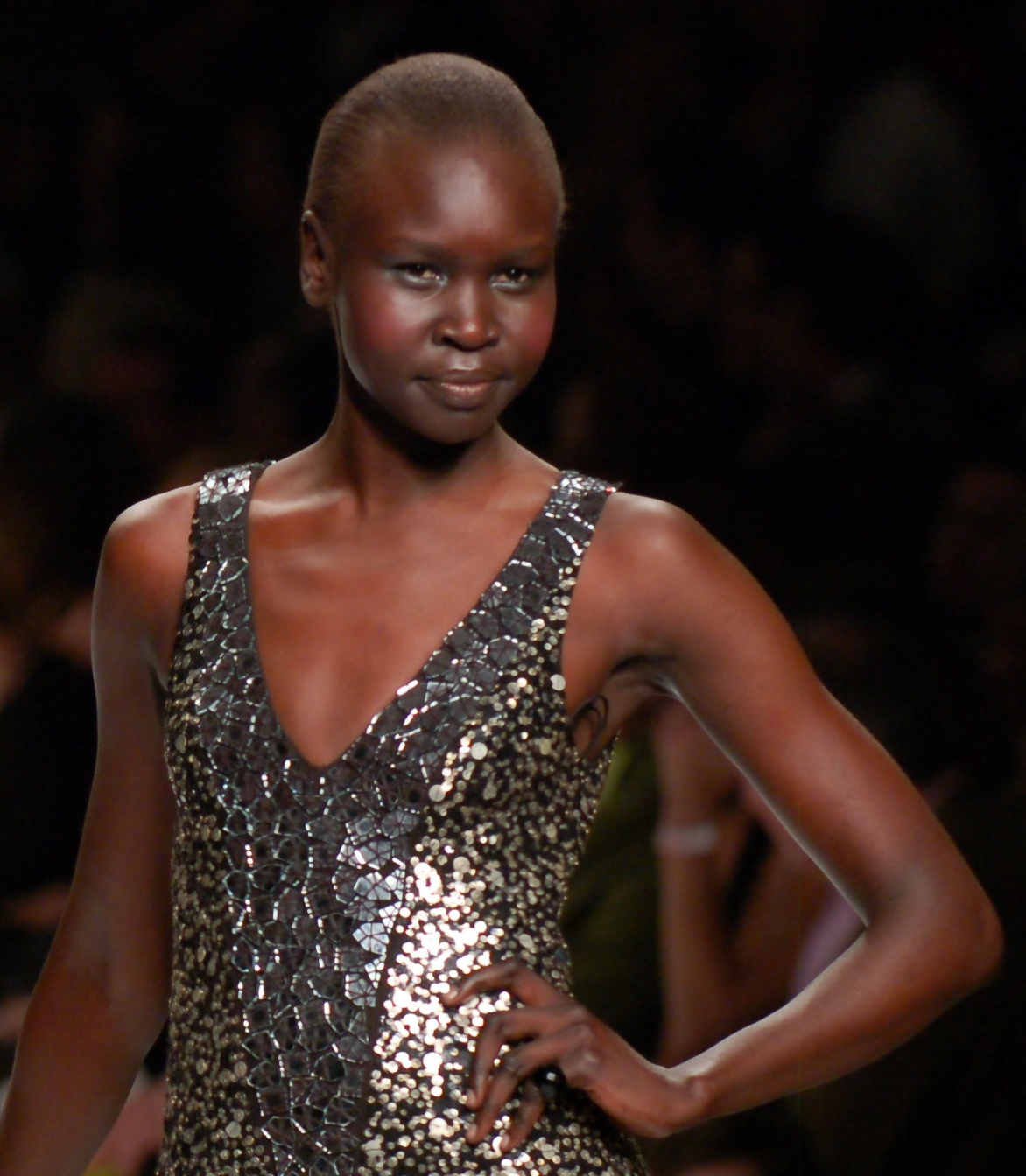
Alek Wek, lors d'un défilé de mode à San Francisco en 2007

- Francis Bok, ancien esclave, militant abolitionniste
- Manute Bol, ancien joueur de basket-ball ayant évolué en NBA
- Luol Deng, joueur de basket-ball évoluant en NBA
- John Garang, homme politique et militaire
- Salva Kiir Mayardit, premier président de la République du Soudan du Sud
- Alek Wek, mannequin
- Ager Gum, une des rares femmes exerçant un commandement au sein de l'Armée populaire de libération du Soudan
- Peter Jok, joueur de basket ayant évolué en Pro A.

### Filmographie
- Attendre, film documentaire de Marie-Claude Harvey sur les Dinkas, 1995, 32 min 53 s (en ligne)
- (en) Dinka Diaries, téléfilm américain, 2005
- Un mariage chez les Dinka, film documentaire réalisé par Charles Stewart et Matt Currington, production National Geographic Television/Essential Films, 2006, 50'